# Noah Frick
Noah Zinedine Frick (Liestal, 16 de outubro de 2001) é um futebolista suíço naturalizado listenstainiano que atua como centroavante. Atualmente joga pelo Brühl e pela seleção de Liechtenstein. É filho do ex-futebolista Mário Frick e irmão de Yanik Frick, que também é jogador.

## Carreira

### FC Vaduz
Frick foi para o FC Vaduz em 2018 e ficou por dois anos no clube, sendo treinado pelo seu pai, Mário Frick. Atuou em 45 jogos pelo clube e marcou 4 gols and scored four gols, todos na Challenge League. Durante a temporada 2019–20, ajudou o Vaduz subir para a Primeira Divisão Suíça porém seu contato chegou ao fim antes.

### Neuchâtel Xamax
Em 24 de setembro de 2020, Noah assinou um contrato de dois anos com o Neuchâtel Xamax, que disputava a Segunda Divisão Suíça, com opção de renovação por mais uma temporada.

### SC Brühl
Em julho de 2021, foi anunciado como novo reforço do SC Brühl, da terceira divisão suíça para uma pré-temporada. No mês seguinte, foi anunciado que disputaria a terceira divisão pelo clube suiço.

## Seleção Liechtensteiniense
Frick fez sua estreia por Liechtenstein em 23 Março de 2019, entrando aos 86 minutos no lugar de Nicolas Hasler durante uma derrota de 2–0 para a Grécia nas Eliminatórias para Eurocopa de 2020.
Em junho de 2019, Frick fez o gol da vitória por 1–0 da Liechtenstein Sub-21 sobre o Azerbaijão, terminando com uma sequência de 59 derrotas seguidas.
Fez seu 1.º gol pela Seleção em 17 de novembro de 2020, no empate de 1–1 contra Gibraltar na última rodada da Liga das Nações UEFA D. Seu 2.º gol foi em 10 de maio de 2021, no empate de 1–1 com a Armênia em jogo das Eliminatórias da Copa do Mundo de 2022.

## Vida pessoal
Noah é filho de Mário Frick, considerado o maior futebolista da história de Liechtenstein, tendo sido eleito por quatro vez o melhor jogador de seu país. Seu é irmão de Yanik Frick, também é jogador de futebol.

## Estatísticas

### Seleção Liechtensteiniense
Atualizadas até 3 de outubro de 2021.[carece de fontes?]
| Liechtenstein | Liechtenstein | Liechtenstein |
| Ano           | Jogos         | Gols          |
| ------------- | ------------- | ------------- |
| 2019          | 2             | 0             |
| 2020          | 2             | 1             |
| 2021          | 7             | 1             |
| Total         | 11            | 2             |

#### Gols pela seleção
| #  | Data                   | Local                               | Adversário | Gol | Resultado | Competição                                 |
| -- | ---------------------- | ----------------------------------- | ---------- | --- | --------- | ------------------------------------------ |
| 1. | 17 de novembro de 2020 | Victoria Stadium, Gibraltar         | Gibraltar  | 1–1 | 1–1       | Liga das Nações da UEFA D de 2020-21       |
| 2. | 8 de setembro de 2021  | Estádio Republicano, Erevã, Armênia | Armênia    | 1–1 | 1–1       | Eliminatórias para a Copa do Mundo de 2022 |

## Títulos

### FC Vaduz
- Taça do Liechtenstein 2018–19